# 天糊製本
天糊製本（てんのりせいほん）とは主にノーカーボン紙や上質紙を使った複写伝票あるいは単票の冊もの形式の製本様式。事務用製本専用の接着剤を使うことにより、ノーカーボン紙やカーボン紙を使用した複写物の場合なら伝票丁合機による丁合、断裁機による断裁ののち事務用製本専用接着剤を糊付けし、自然乾燥させたのち、表紙・裏表紙の間をナイフを使って分冊する。ミシン目加工されているものなら、綴じ機で平綴じする。その後、マーブル貼り機でマーブルやクロスを貼る。穴あけが必要ならドリル穿孔機で穴あけ加工をして完成する。裏表紙に板紙を使うこともあり、ノーカーボン紙に必要な折り返し式の下敷き付裏表紙（主に白板紙を使う）に製本することもある。一冊の中紙が全て同じ印刷の場合は、主に上質紙・A模造紙・ノーカーボン紙の中用紙等を使うが、100枚（通称：100天）あるいは50枚（通称：50天）毎に員数機（紙枚数を高速に数える機械）で合紙をいれ、紙揃え機で紙を揃えつつ合紙毎に間に手で表紙・裏表紙を入紙し、断裁機による断裁ののち、事務用製本専用接着剤を糊付けし、自然乾燥させたのち、表紙・裏表紙の間をナイフを使って分冊する。その後、マーブル貼り機でマーブルやクロスを貼る（貼らない仕様のものもある）。穴あけが必要ならドリル穿孔機で穴あけ加工をして完成する。

## 適用範囲
ノーカーボン紙やカーボン紙を使った複写伝票の冊もの、一枚ずつはがして使う単票とよばれる伝票もの、社名・ロゴ・マーク・絵柄・罫線などが印刷されたメモ帳・ノート・原稿用紙等まで幅広い用途に適用可能な製本様式である。

## 主な天糊製本用資材メーカー
- 糊関連
  - コニシ株式会社 コニシ事務製本用接着剤（B1、B77等を製造している）
- 感圧紙関連
  - 富士フイルム 感圧紙関連製品
  - 王子製紙 ノーカーボン紙 KSコピー
  - 日本製紙CCP®（ノーカーボン紙）
  - 三菱製紙 情報用紙 ノーカーボン紙 三菱NCR紙スーパー